# Tue Lassen
Tue Lassen (født 28. november 1985) er en dansk orienteringsløber, der er dobbelt verdensmester. Han har vundet guld på sprint-stafetten i både 2015 og i 2016.
Tue Lassen har også vundet en bronzemedalje ved VM på den individuelle sprintdistance i 2014.
Herudover har Tue Lassen vundet to sølv- og en bronzemedalje ved VM i sprint-stafetter i perioden 2014-2018
samt sølvmedaljer på sprintstafetter ved henholdsvis World Games i 2013
og EM i 2016.
Han er også vinder af i alt 16 danske mesterskaber (DM) og har vundet en række danske medaljer i øvrigt i forskellige orienterings-discipliner.
Tue Lassen har løbet for Faaborg OK og senere Silkeborg OK. I foråret 2020 indstillede Tue Lassen sin karriere som aktiv landsholdsløber og blev landstræner med ansvar for løberne i Verdensklassegruppen.

## Resultater

### VM
Tue Lassen har to gange vundet VM-titlen på sprint-stafetten. Ved VM i orientering 2016 i Strömstad i Sverige vandt Tue Lassen guld sammen med mix-stafetholdet med Cecilie Friberg Klysner, Søren Bobach og Maja Alm.
Tue Lassen vandt også guld ved VM i orientering 2015 i Enverness i Skotland sammen med mix-stafetholdet med Emma Klingenberg, Søren Bobach og Maja Alm.
Tue Lassen har herudover vundet to sølvmedaljer ved VM. Ved VM i orientering 2017 i Tartu i Estland vandt han sølv på sprint-stafetten sammen med mix-stafetholdet Cecilie Friberg Klysner, Andreas Hougaard Boesen og Maja Alm.
Tue Lassen vandt ligeledes sølv på sprint-stafetten ved VM i orientering 2014 i Trentino-Venedig i Italien sammen med mix-stafetholdet Emma Klingenberg, Søren Bobach og Maja Alm.
Tue Lassen har også vundet to bronzemedaljer ved VM. 
Ved VM i orientering 2018 i Riga i Letland vandt Tue Lassen bronze på sprint-stafetten sammen med mix-stafetholdet Amanda Falck Weber, Jakob Edsen, og Maja Alm.
Ved VM i orientering 2014 i Trentino-Venedig i Italien vandt Tue Lassen bronze på den individuelle sprint-distance.

### EM
Ved europamesterskabet i Jesenik i Tjekkiet i 2016 vandt Tue Lassen sølv på sprint-stafetten sammen med mix-stafetholdet med Cecilie Friberg Klysner, Søren Bobach og Maja Alm.

### World Games
I 2013 deltog Tue Lassen i World Games, der er en international sportsbegivenhed beregnet for de sportsgrene, der ikke indgår i De Olympiske Lege. Ved World Games 2013 i Cali, Colombia vandt Tue Lassen sølv på mix-sprint-stafetten sammen med Ida Bobach, Rasmus Thrane Hansen og Maja Alm.

### DM i orienteringsløb
Tue Lassen har vundet en stribe individuelle DM-titler. Han har vundet DM-guld i samtlige individuelle discipliner: sprint, mellem, lang, ultralang og nat-orienteringsløb. I alt er det blevet til 31 medaljer på de individuelle distancer i orientering: 13 guldmedaljer, 11 sølvmedaljer og syv bronzemedaljer. Han har herudover vundet ni medaljer i stafet, de tre var af guld.
På langdistancen har Tue Lassen vundet tre guldmedaljer (2012, 2013 og 2016), to sølvmedaljer (2014 og 2018) og to bronzemedaljer (2009 og 2017), mens han har vundet én guldmedalje (2017) og to sølvmedaljer på den ultralange distance (2011 og 2013).
På mellemdistancen har han både vundet guld fem gange (2010, 2011, 2013, 2018 og 2019), sølv to gange (2006 og 2016), og bronze én gang (2009).
På sprintdistancen har Tue Lassen vundet tre guldmedaljer (2012, 2013 og 2018), to sølvmedaljer (2010 og 2011) og tre bronzemedaljer (2014, 2015 og 2016).
Ved DM-Nat har Tue Lassen både vundet guld (2017), sølv (2011, 2013 og 2014) og bronze (2016).
Tue Lassen har også tre gange vundet guld i stafet (2008, 2009 og 2022), sølv tre gange (2007, 2013 og 2021) og bronze tre gange (2006, 2010 og 2012).
Herudover har han én gang vundet bronze i mixstafet (2018).

Medaljeoversigt ved danske mesterskaber
2022
- Guld, Stafet (Slotslyngen)

2021
- Sølv, Stafet (Blåbjerg)

2019
- Guld, Mellem (Rold Skov Hesselholt)

2018
- Sølv, Lang (Ulbjerg)
- Guld, Mellem (Højgaard Skov)
- Guld, Sprint (Hillerød)
- Bronze, Mixstafet (Hillerød)

2017
- Bronze, Lang (Krengerup)
- Guld, Nat (Jægersborg Hegn)
- Guld, Ultralang (Rold Vælderskov og Rebild Bakker)

2016
- Guld, Lang (Gribskov Nord og Harager Hegn)
- Sølv, Mellem (Mols Bjerge)
- Bronze, Nat (Hou Skov)
- Bronze, Sprint (Haderslev By)

2015
- Bronze, Sprint (Roskilde By)

2014
- Sølv, Lang (Munkebjerg)
- Sølv, Nat (Jægerspris Nordskov)
- Bronze, Sprint (Lemvig)

2013
- Guld, Lang (Klinteskoven)
- Guld, Mellem (Thorsø)
- Guld, Sprint (Nordby)
- Sølv, Nat (Guldborgland)
- Sølv, Ultralang (Fanø)
- Sølv, Stafet (Klinteskoven)

2012
- Guld, Lang (Husby)
- Guld, Sprint (Helsingør Idrætspark)
- Bronze, Stafet (Linå Vesterskov)

2011
- Guld, Mellem (Grønholt Hegn)
- Sølv, Nat (Gurre Vang Krogenbjerg Hegn)
- Sølv, Sprint (Silkeborg by)
- Sølv, Ultralang (Bidstrup Gods)

2010
- Guld, Mellem (Sukkertoppen Færchs Pl)
- Sølv, Sprint (Nyborg Vold)
- Bronze, Stafet (Ganløse Ore)

2009
- Bronze, Lang (Linå Vesterskov)
- Bronze, Mellem (Gødding Mølle)
- Guld, Stafet (Velling Snabegård)

2008
- Guld, Stafet (Rømø)

2007
- Sølv, Stafet (Klinteskoven)

2006
- Sølv, Mellem (Langesø Syd)
- Bronze, Stafet (Skjoldenæsholm Skov)

## Andre udmærkelser
I 2017 var Tue Lassen blandt 13 AU-studerende elitesportsstjerner, der blev hyldet af Aarhus Universitet for de sportslige præstationer og evnen til at gennemføre en akademisk uddannelse ved siden af sportskarrieren.